# کریستین براوو

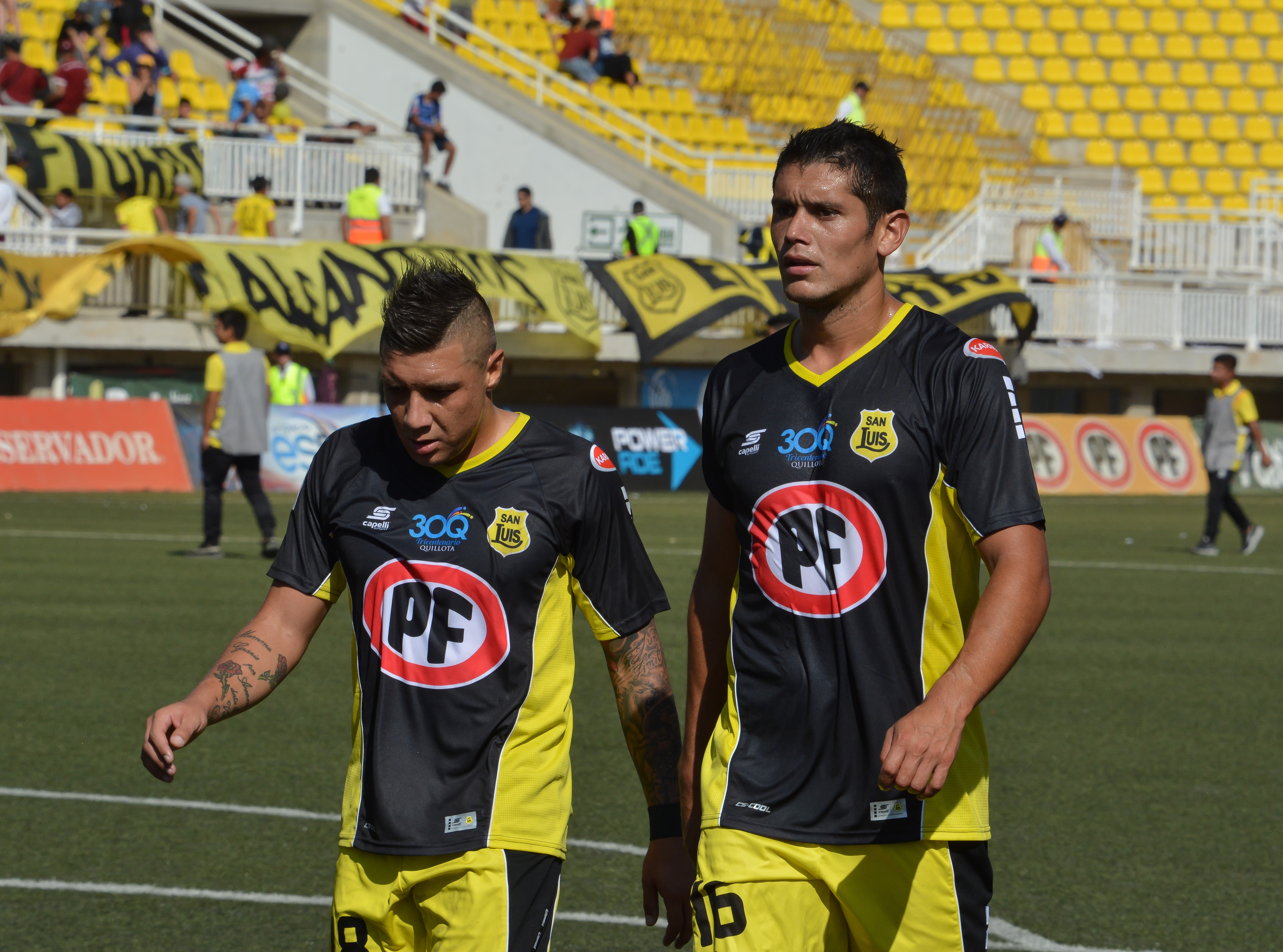
کریستین براوو (سمت چت تصویر) - ۲۰۱۸

کریستین براوو (به اسپانیایی: Christian Bravo) یک بازیکن فوتبال حرفه‌ای اهل شیلی است که در پست وینگر برای باشگاه شیلیایی مونته‌ویدئو واندررز بازی می‌کند.